# Gigantes en la Tierra
Gigantes en la Tierra (noruego: I de dage) es una novela del autor noruego-estadounidense Ole Edvart Rølvaag. Publicado por primera vez en noruego en dos volúmenes en 1924 y 1925, se publicó en inglés en 1927, traducido por Rølvaag y el autor Lincoln Colcord (1883-1947).

## Descripción general
La novela sigue las luchas de una familia inmigrante noruega pionera con la tierra y los elementos del territorio de Dakota mientras intentan hacer una nueva vida en Estados Unidos. En 1873, Per Hansa, su esposa Beret y sus hijos se instalan en el territorio de Dakota. A ellos se unen otras tres familias de inmigrantes noruegos: Tonseten y su esposa Kjersti, Hans Olsa y su esposa Sorine, y los hermanos Solum.
Parte de una trilogía, tuvo dos secuelas: Peder Victorious (Peder Seier) en 1928 y El Dios de sus padres (Den signede dag) en 1931. Los libros se basaron en parte en las experiencias personales de Rølvaag como colono, así como en las experiencias de la familia de su esposa, que habían sido colonos inmigrantes en Dakota del Sur. Las novelas describen tormentas de nieve, langostas, pobreza, hambre, soledad, nostalgia, la dificultad de adaptarse a una nueva cultura y el distanciamiento de los niños inmigrantes que crecen en una nueva tierra.
Gigantes en la Tierra fue convertida en una ópera del mismo nombre por Douglas Moore y Arnold Sundgaard; ganó el Premio Pulitzer de Música en 1951.
La novela ha sido conocida y apreciada internacionalmente. Nuruddin Farah, un novelista somalí, ha escrito una novela sobre los refugiados somalíes que viven en Noruega, donde su marido está traduciendo Gigantes en la Tierra al somalí. El trabajo de Rolvaag también ha sido tema de un artículo de un académico rumano, así como parte de su tesis doctoral.